# Rediffusion
Die Rediffusion AG war eine Schweizer Fachgeschäftskette für Unterhaltungselektronik, Computer und Pay-TV.
Gegründet im Jahr 1931 begann das Unternehmen mit der Verbreitung von Radiosendungen mittels Drahtrundspruch. Daraufhin erfolgten 1961 die ersten Übertragungen von Fernsehsendern über Draht (Kabelfernsehen), welche Rediffusion zum ersten und wichtigsten Kabelfernsehanbieter der Schweiz machten. Später begann man mit dem Vertrieb von Radio- und Fernsehgeräten über zuletzt 42 Fachhandelsfilialen.
Im Jahr 1996 wurde die angeschlagene Rediffusion AG durch den grössten Schweizer Kabelfernsehanbieter Cablecom übernommen, 2002 erfolgte der Weiterverkauf an die Dipl. Ing. Fust und an Orange.